# Anti-Materiel Rifle
Als Anti-Materiel Rifle [ˌænti mətɪɹiˈɛl ˌɹaɪfəl] wird in der englischen Sprache ein Gewehr bezeichnet, das zur Bekämpfung leicht gepanzerter Fahrzeuge oder gegnerischer Kräfte hinter Deckungen eingesetzt wird. Ein entsprechender deutscher Begriff wie etwa die wörtliche Übersetzung Anti-Ausrüstungs-Gewehr existiert nicht. Die Bundeswehr bezeichnet das bei ihr als G82 geführte US-amerikanische Barrett M82 als „Gewehr großer Reichweite“. Das Kaliber dieser Gewehre liegt zwischen 12,7 und 20 mm.

## Geschichte
Anti-Materiel Rifles können als Nachfolger der Tankgewehre oder Panzerbüchsen angesehen werden. Diese Waffen wurden im Ersten Weltkrieg entwickelt, um gegnerische Panzer bekämpfen zu können. Die erste derartige Waffe war das Tankgewehr M1918 des kaiserlichen deutschen Heeres im Kaliber 13 mm. In der Zwischenkriegszeit wurden diese Waffen international weiterentwickelt, hauptsächlich um die Durchschlagsleistung zu steigern. Dabei wurden von den Konstrukteuren verschiedene Wege eingeschlagen: In Polen wurde das Kaliber verkleinert (Panzerbüchse Modell 1935, 7,92 mm), in Finnland vergrößert (Lahti L-39, 20 mm).
Nach Beginn des Zweiten Weltkrieges wurde jedoch schnell klar, dass selbst die Panzerbüchsen mit der höchsten Durchschlagsleistung, wie die sowjetischen PTRD und PTRS, den gestiegenen Panzerstärken moderner Panzer nicht mehr gewachsen waren. Nur Treffer auf die Ketten oder die Seitenpanzerung hatten noch Erfolg, und die Aufgabe der Panzerbekämpfung ging zunehmend auf Panzerabwehrkanonen über, wodurch die Infanterie ohne geeignete Waffe zur Panzerbekämpfung blieb. Gegen Ende des Krieges erhielten zumindest die Wehrmacht und die U.S. Army mit reaktiven Panzerbüchsen wie der Panzerfaust oder der Bazooka wieder infanteristische Abstands-Panzerbekämpfungswaffen.
Nach dem Zweiten Weltkrieg wurden keine neuen Rohrpanzerbüchsen mehr entwickelt und vorhandene Waffen ausgemustert. Leicht- oder ungepanzerte Ziele auf größere Entfernung wurden weltweit mit anderen Waffen wie überschweren MGs in der Sowjetunion, Maschinenkanonen oder reaktiven Panzerbüchsen bekämpft.
Während des Vietnamkrieges setzte Carlos Hathcock, ein Scharfschütze des United States Marine Corps, ein schweres Maschinengewehr Browning M2 ein, um gegnerische Scharfschützen zu bekämpfen. Der weiteste Treffer gelang ihm auf eine Entfernung von 2.500 yd (etwa 2.300 m). Dies gab in den 1980er-Jahren Anlass zur Entwicklung von schweren Scharfschützengewehren, die eine größere Reichweite und Durchschlagskraft hatten und zur Bekämpfung gegnerischer Scharfschützen auf weite Entfernungen und hinter Deckungen dienten.
Das erste derartige Gewehr war das Barrett M82. Mit dem Barrett M82 im Kaliber 12,7 mm, das als M107 in die Bewaffnung der amerikanischen Streitkräfte aufgenommen wurde, konnten auch geringwertige Ziele effektiv und kostengünstig bekämpft werden.
Der Erfolg des auch englisch Light fifty („leichtes Fünfziger“, da das Kaliber 12,7 mm .50 Zoll entspricht) genannten M82 in der Anti-Ausrüstungs-Rolle löste weltweit die Entwicklung von Anti-Materiel Rifles aus. Häufig verwendeten die Konstrukteure dabei schwerere Kaliber als 12,7 mm: So kam die sowjetische 14,5×114-mm-Patrone, die bereits im Zweiten Weltkrieg in den Panzerbüchsen PTRD und PTRS eingesetzt und danach als Maschinengewehrmunition für das KPW und dessen Varianten weitergenutzt wurde, nun erneut in Einzelladergewehren zum Einsatz. Andere Staaten entwickelten Anti-Materiel Rifles in Kalibern bis zu 20 mm, so Südafrika das Denel NTW-20.

## Arten
Anti-Materiel Rifles sind unterschiedlich aufgebaut. Grundsätzlich existieren Einzel-, Mehr- und Selbstladegewehre. Da – gerade bei den größeren Kalibern – Abmessungen und Gewicht erheblich sind, suchen die Konstrukteure nach Wegen, die Waffen kleiner und leichter zu machen. Ein Weg ist die Bullpupbauweise, bei der das Magazin hinter dem Griffstück sitzt (zum Beispiel das Barrett M95). Der Nachteil dabei ist eine höhere Belastung des Schützen, da der Schuss näher am Ohr zündet. Der Rückstoß ist ein weiteres Problem bei großkalibrigen schultergefeuerten Waffen, deshalb sind beinah ausnahmslos alle Anti-Materiel Rifles mit Mündungsbremsen ausgestattet. Weiterhin werden gefederte und gepolsterte Schulterstützen verwendet. Zur Gewichtsreduktion wird häufig auf eine Schäftung weitgehend verzichtet und notwendige Anbauteile gewichtsreduziert ausgeführt. Selbstladewaffen sind als Gasdrucklader (beispielsweise OSW-96) oder Rückstoßlader – wie das tschechische CZW 127 – ausgeführt. Einzel- und Mehrlader sind ausnahmslos mit Kammerverschluss ausgeführt.
Eine Ausnahme stellt das Steyr IWS 2000 dar, das mit einem glatten Lauf ausgestattet ist und APFSDS-Geschosse verschießt. Die Konstruktion übernimmt das Prinzip moderner Panzerkanonen für Handfeuerwaffen.
Alle modernen Anti-Materiel Rifles sind mit Zielfernrohren versehen, eine offene Visierung als Notvisier findet sich nur an wenigen Waffen.